# Episodi de L'incantevole Creamy
Lista degli episodi de L'incantevole Creamy (Mahō no tenshi Creamy Mami), anime trasmesso in Giappone su Nippon Television dal 1º luglio 1983 al 29 giugno 1984. In Italia è stato trasmesso su Italia 1 dal 5 febbraio al 1º giugno 1985. I quattro OAV, distribuiti in Giappone tra il 1984 e 1986, sono stati trasmessi su Italia 1 dopo la conclusione della serie TV.
Le sigle originali di apertura, Delicate ni sukishite (デリケートに好きして?), e di chiusura, Pajama no mama de (パジャマのままで?) per gli ep. 1-26; 52 e LOVE sarigenaku (ＬＯＶＥさりげなく?) per gli ep. 27-51, sono interpretate da Takako Ōta. Quella italiana, invece, è cantata da Cristina D'Avena.

## Lista episodi

### Serie TV
| Nº | Titolo italiano Giapponese 「Kanji」 - Rōmaji - Traduzione letterale | In onda           | In onda          |
| Nº | Titolo italiano Giapponese 「Kanji」 - Rōmaji - Traduzione letterale | Giapponese        | Italiano         |
| 1  | L'Arca della Stella Piumata 「フェザースターの舟」 - Fezāsutā no fune – "L'Arca di Feather Star" | 1º luglio 1983    | 5 febbraio 1985  |
| 1  | Yū Morisawa è una ragazzina che vive con i suoi genitori Natsume e Tetsuo, i quali gestiscono la creperia Creamy Crêpe. I suoi amici sono Toshio Ōtomo e Midori Kisaragi. Quando riesce a scorgere nel cielo un'arca di cristallo, che pochissime altre persone al mondo sembrano riuscire a vedere, fa la conoscenza di PinoPino, una creatura proveniente da Feather Star che le dona un medaglione magico con cui poter fare magie, come ringraziamento per averlo liberato da una tempesta di sogni. Esso durerà solo un anno e dopodiché dovrà essere restituito. Per insegnare Yū a utilizzare i suoi nuovi poteri, PinoPino prima di ripartire lascia insieme a lei due creature del suo mondo, Posi e Nega, dalle sembianze di due gattini. Seguendo le indicazioni e attraverso una formula magica, Yū si trasforma nell'idol Creamy Mami. |                   |                  |
| 2  | È nata una stella 「スター誕生！」 - Sutā tanjō! – "È nata una stella!" | 8 luglio 1983     | 7 febbraio 1985  |
| 2  | Il giorno seguente Yū riesce a sgattaiolare di nascosto fuori di casa poco dopo l'alba; ha intenzione difatti di testare i nuovi poteri di cui dispone. Trasformatasi, torna al negozio per vedere se i genitori sono in grado di riconoscerla - il che non accade - e infine prova a flirtare un po' anche con Toshio appena sopraggiunto. Nel frattempo il produttore Shingo Tachibana è sgomento nel constatare il fatto che la sua prima cantante Megumi Ayase assieme al suo manager Hayato Kidokoro sono intrappolati nel bel mezzo del traffico e non riusciranno di certo ad arrivare in tempo per lo spettacolo programmato. Casualmente l'uomo incontra Creamy per la strada e, rimasto estremamente colpito dalla sua affascinante presenza, riesce a convincerla a cantare una canzone sul palco in sostituzione di Megumi. Dopo un attimo di smarrimento per la situazione del tutto nuova in cui s'è venuta a trovare, Creamy improvvisa una canzone che ottiene un immediato successo; al termine dell'esibizione, ritornata ad essere Yū, fugge precipitosamente davanti all'assalto dei nuovi fan. Deve infine telefonare a Toshio perché la venga a prendere; al parco, quella sera stessa, Creamy appare al ragazzo - già suo grandissimo ammiratore - ammonendolo bonariamente di trattare con gentilezza la piccola Yū. |                   |                  |
| 3  | Il debutto 「デビュー！デビュー！！」 - Debyū! Debyū!! – "Debutto! Debutto!!" | 15 luglio 1983    | 9 febbraio 1985  |
| 3  | Toshio deve far fronte alle forti aspettative dell'amico Midori, innamoratissimo di Yū e che cerca ogni occasione per poter stare vicino alla ragazzina. Intanto Shingo è più che mai deciso a far di Creamy la nuova grande star della casa discografica ch'egli rappresenta; ordina pertanto al suo intero staff di rintracciarla a tutti i costi. Il produttore viene contattato da Toshio e i due si danno appuntamento proprio al chiosco di crêpe dei genitori di Yū, il luogo ove ha intravisto Creamy la primissima volta; intanto Midori, estasiato dalla vicinanza con Yū tenta d strapparle qualche sguardo. Poco dopo, mentre è ridiventata Creamy e sta parlando ai giardinetti con Toshio, giunge di corsa l'auto di Shingo, che carica la ragazza portandosela via; l'uomo inizia con un'estenuante opera di persuasione per far debuttare la giovane. Infine, con l'aiuto inconsapevole e del tutto contrario ai suoi propositi, Megumi strappa a Creamy - davanti alle telecamere del programma serale - il suo assenso ad entrare in competizione: Creamy inizia in tal maniera la propria carriera alla Parthenon Production, con la piena soddisfazione di Shingo. |                   |                  |
| 4  | Scalata alle top ten 「スクランブル トップテン」 - Sukuranburu toppu ten – "Scramble top ten" | 22 luglio 1983    | 12 febbraio 1985 |
| 4  | Tutto la nazione pare presa da una frenesia isterica davanti alla canzone di debutto di Creamy; l'enorme successo nelle vendite impone immediatamente la preparazione di un concerto in onore della nuova idol. Yū, per poter rispettare gli impegni, è costretta a fingersi malata e poi scappare di soppiatto dalla finestra della sua cameretta; questa nuova doppia vita purtroppo si mostra irta di ostacoli e a volte fa addormentare la bambina in classe durante le lezioni. Le capita anche di perdere il piccolo medaglione contenente la bacchetta magica a seguito di uno scontro col grosso Midori; fortunatamente Toshio avvisa Yū che l'oggetto che ha perduto glielo vuole consegnare Midori al luna park. Dopo una corsa frenetica la bambina giunge sul posto, ma il portacipria è rimasto sulla cabina della ruota panoramica e Yū deve arrampicarsi fin sulla cima di essa per poterlo recuperare; Shingo, avvisato dell'imminente esibizione di Creamy si dirige di gran carriera con le telecamere e la troupe al gran completo al parco dei divertimenti. Creamy può così eseguire il proprio concerto in diretta tv dal vivo, per la gioia di Toshio e Shingo e l'invidia di Megumi. |                   |                  |
| 5  | Il segreto di Creamy è in pericolo 「あぶない！？マミの秘密！」 - Abunai!? Mami no himitsu! – "In pericolo!? Il segreto di Mami!" | 29 luglio 1983    | 14 febbraio 1985 |
| 5  | Shingo si crogiola nella prospettiva fiorente che gli ha dato l'ingresso di Creamy nel mondo della musica leggera. Un doppio scontro fortunoso, prima tra Creamy e Megumi e subito dopo tra la stessa e Yū fa intravedere alla rivale la possibilità che le due siano in realtà la stessa persona; per mettere alla prova una tale ipotesi, dato che Shingo non sembra disposto a darle retta, s'ingegna nell'intrappolare la piccola Yū all'interno di una gabbia, guardata a vista da un alleato della giovane. Intanto Toshio e Midori (quest'ultimo non è riuscito a consegnare un mazzo di fiori appositamente preparato per Yū) gironzolando all'interno degli studi incappano casualmente nella gabbia e liberano l'amica; Creamy può pertanto fare la sua apparizione televisiva tra la sorpresa di Megumi. Al termine, per non destare alcun sospetto, torna velocemente nella gabbia per farsi così liberare dalla stessa Megumi, che ora non dubita più di lei. |                   |                  |
| 6  | Il cervo leggendario 「伝説の雄鹿」 - Densetsu no oshika – "Il cervo della leggenda" | 5 agosto 1983     | 16 febbraio 1985 |
| 6  | Il furgoncino della casa di produzione è diretto verso una zona selvaggia, ove sono in programma le riprese di uno spot pubblicitario diretto da un famoso ed esigente regista; sull'intera zona aleggia però la leggenda del cervo nero porta-sfortuna |                   |                  |
| 7  | Creamy e il nonnino 「大親分に花束を！」 - Dai oyabun ni hanataba wo! – "Un bouquet di fiori per un grande capo!" | 12 agosto 1983    | 19 febbraio 1985 |
| 7  | La Partenon Production riceve la lettera di un bambino malato che vorrebbe incontrare Creamy prima di una difficile operazione chirurgica. Jingle Pentagramma cancella tutti gli impegni di Creamy e organizza l'incontro in ospedale alla presenza dei giornalisti. In realtà il bambino è sano, ma voleva far incontrare Creamy a suo nonno malato. Creamy ha l'idea di inscenare comunque una finta visita in ospedale al bambino. Jingle non vuole farlo col nonno perché è un malavitoso e questa vicenda non può essere resa pubblica per non rovinare la carriera di Creamy che vuole comunque incontrarlo. Il giornalista scandalistico Joe Serpe fa delle foto a sorpresa ma gli amici del bambino lo aggrediscono e gli fanno rompere la macchina fotografica. |                   |                  |
| 8  | Il duetto miracoloso 「渚のミラクルデュエット」 - Nagisa no mirakuru dyuetto – "Il duetto miracoloso in riva al mare" | 19 agosto 1983    | 21 febbraio 1985 |
| 8  | Shingo organizza per Creamy un concerto in riva al mare, a bordo di un camper superaccessoriato costruito appositamente per lei. Duenote, gelosa, sospetta che Creamy e Yu siano la stessa persona e organizza perciò una trappola: fa in modo che Yu vinca un concorso che le consentirà di duettare con Creamy! Grazie alla magia e a una registrazione video, tuttavia, le due ragazze riescono ad apparire insieme sul palco, allontanando tutti i sospetti. |                   |                  |
| 9  | Una fata di mezza estate 「ま夏の妖精」 - Manatsu no yōsei – "La fata di mezza estate" | 26 agosto 1983    | 23 febbraio 1985 |
| 9  | Durante una pausa del tour, Pentagramma, Kidokoro e DueNote fanno una passeggiata nel bosco insieme a Yu, Toshio e Midori. Tra gli alberi appare l'ombra di una donna, si alza la nebbia e il gruppo si perde nel bosco. Trovano una grande casa vuota e si raccontano la storia di una fata che rapisce i giovani che assomigliano al suo amore. Toshio, che somiglia ad un ragazzo raffigurato in un quadro, si allontana e sparisce. Yu si trasforma in Creamy e convince la fata Banshee a non portarselo via. La fata capisce che Yu è innamorata di Toshio e per non renderla triste come lo era lei, rinuncia a rapire il ragazzo. La fata se ne va in un lampo di luce e così Toshio e Yu si trovano sdraiati nell'erba privi di sensi e mano nella mano. I genitori di Yu arrivano a salvare tutti col furgoncino del chiosco, mentre la casa è svanita. |                   |                  |
| 10 | Ciao Catherine 「ハローキャサリン」 - Harō Kyasarin – "Hello Catherine" | 2 settembre 1983  | 26 febbraio 1985 |
| 10 | Toshio, Yu e Midori sono su una nave in porto aspettando che arrivi Creamy per uno spettacolo. Nella calca Posi e Nega cadono dalla balconata. Nega viene trovato da Catherine, una bambina orfana che è scappata dalla nave per andare alla casa in cui è nata. In giardino ha seppellito un bauletto avuto in regalo da suo padre con il quale poteva volare con la fantasia in qualsiasi luogo. Nega si mette in contatto telepatico con Posi e dice di stare bene e che tornerà nel pomeriggio dopo aver aiutato Catherine; nel frattempo Creamy si esibisce cantando da un elicottero che vola sopra la città. Catherine si intrufola nella casa e dissotterra il bauletto, ma aprendolo non succede nulla. Posi e Nega le appaiono dentro il cofanetto e le dicono che i viaggi dipendevano solo dalla sua fantasia, mentre adesso può viverli veramente. Catherine si sveglia nel letto della sua cabina nel momento in cui la nave sta ripartendo e saluta verso terra i suoi nuovi amici. |                   |                  |
| 11 | Papà è un motociclista di mezza età 「パパは中年ライダー」 - Papa wa chūnen raidā – "Papà è un motociclista di mezza età" | 9 settembre 1983  | 28 febbraio 1985 |
| 11 | Dopo una litigata con sua moglie, il papà di Yu scappa di casa e si unisce a una gang di motociclisti; sarà la magia di Creamy e la determinazione della mamma a farlo tornare a casa. |                   |                  |
| 12 | Il fantasma dello studio 「スタジオは大停電！」 - Sutajio wa daiteiden! – "Lo studio è in grande blackout!" | 16 settembre 1983 | 2 marzo 1985     |
| 12 | Il team di Creamy è terrorizzato dal fantasma che infesta un vecchio studio della Parthenon Production. Creamy tuttavia fa amicizia con lui, scoprendo che in realtà è un tipo simpatico; grazie al suo aiuto riuscirà a sventare l'ennesimo dispetto di Duenote. |                   |                  |
| 13 | La dolcissima Creamy nello specchio 「鏡のむこうのマミ」 - Kagami no mukou no Mami – "La Mami oltre lo specchio" | 23 settembre 1983 | 5 marzo 1985     |
| 13 | Yu si trasforma in Creamy all'interno di una camera piena di specchi: il riflesso dell'incantesimo dà vita a una versione "speculare" di Creamy, non dolce e carina ma irriverente e sfacciata, che inizia a combinare un disastro dopo l'altro infangando la reputazione della cantante. Yu riuscirà a sistemare tutto. |                   |                  |
| 14 | Il signore dei miei sogni 「私のＭｒ.ドリーム」 - Watashi no Mr. Dorīmu – "Il mio Mr. Dream" | 30 settembre 1983 | 7 marzo 1985     |
| 14 | Una cometa passa vicino alla Terra una volta ogni 10 anni e il suo abitante, il signore dei sogni visita i bambini che ancora credono il lui. Yu crede in questa leggenda e quella sera riceve veramente la visita di questo bizzarro personaggio. Ha un ciondolo uguale a quello di Yu e proviene dalla Stella Piumata. Insieme attraversano la città e vanno ad una festa con altri bizzarre creature magiche che credono nel signore dei sogni. I sogni più belli sono quelli dei personaggi dei libri, che Yu adora, e chi legge i libri possiede un tesoro che porta il signore dei sogni a fargli visita. Yu vorrebbe viaggiare nel cosmo con il signore dei Sogni, che proviene anche lui dalla stella piumata, e portare i sogni ad altri bambini ma deve tornare entro mezzanotte a casa perché sa che Toshio, che l'ha vista uscire di casa, la sta aspettando preoccupato. Yu si sveglia nel suo letto e non ricorda nulla della notte trascorsa, ma trova accanto al cuscino una scarpetta di cristallo, il regalo che il signore dei sogni le aveva promesso. Al mattino fuori dalla casa c'é Toshio che invita Yu ad andare a giocare al parco delle fate come facevano da piccoli. |                   |                  |
| 15 | L'angelo dai colori dell'arcobaleno 「虹色の天使」 - Niji-iro no tenshi – "L'angelo dai colori dell'arcobaleno" | 7 ottobre 1983    | 9 marzo 1985     |
| 15 | Dal cielo cade vicino alla creperia un uovo contenente un diavoletto che si sbafa i vasetti di marmellata che erano stati preparati per il sig. Yoshino. Dato che sono sospettati Posi e Nega, Yu deve andare a scusarsi col sig. Yoshino portando delle crepes. Ma nell'impasto è finita una bottiglietta di tabasco e l'amico sta male. Midori dice di aver visto un diavoletto sporco di marmellata rovistare nella pattumiera, quindi Posi e Nega capiscono che si tratta di Bino, un essere dispettoso che dà la caccia ai PdP, i protettori della pace. Yu e Midori scoprono che il sig. Yoshino è senza saperlo un PdP, ha infatti un neo a forma di stella sotto il piede. Midori e Yu cercano di catturare Bino senza riuscirci e stanno di guardia fuori dalla casa del sig. Yoshino. Bino arriva e cerca di uccidere Yoshino ma interviene Creamy. Quando il sig. Yoshino apparentemente muore, appare un arcobaleno che sceglie il prossimo PdP. Ma Creamy fa in modo che Bino finisca dentro l'arcobaleno e quindi è il diavoletto a diventare buono, dimenticando quello che è successo. |                   |                  |
| 16 | Il ricordo che svanì in mare 「海に消えたメモリー」 - Umi ni kieta memorī – "Il ricordo che svanì in mare" | 14 ottobre 1983   | 12 marzo 1985    |
| 16 | Il giovane Ayumi scappa da due loschi individui che lo inseguono. Si nasconde in un parco e incontra i suoi amici Yu e Toshio, che non vedeva da sei anni. Avevano giocato insieme per soli 5 giorni e Ayumi aveva nascosto un tesoro in un vascello fantasma, un battello abbandonato. Inseguiti dai due tizi, Yu, Toshio, Ayumi e Midori vanno fino al battello. Recuperano una statuetta nascosta nella stiva ma il vascello si stacca dalle rocce su cui è arenato e si rovescia in mare. Yu perde la statua e si deve trasformare per salvare gli altri. Il ciondolo le cade in fondo al mare, ma la bacchetta esce e per magia le arriva tra le mani. Al suo risveglio, Toshio intravede Creamy che si ritrasforma in Yu. Alla fine arrivano gli uomini in nero e si scopre che Ayumi è un principe che deve ritornare a casa. E la statua aveva la scritta "l'amicizia è un bene inestimabile, fanne tesoro". Curiosità: la scritta sulla statuetta nella versione originale giapponese è una dichiarazione d'amore per Yu. La signorina Yu mi piace. |                   |                  |
| 17 | La foresta senza tempo 「時のねむる森」 - Toki no nemuru mori – "La foresta addormentata del tempo" | 21 ottobre 1983   | 14 marzo 1985    |
| 17 | Yu deve fare un disegno per la scuola ma non riesce a farlo bene. Midori racconta la storia di una artista di 13 anni, Mia Nakahara, scomparsa in una foresta dove si dice che il fantasma di Mia aiuti a fare dei bei disegni. Yu, Toshio e Midori vanno nella foresta e, mentre fanno pic-nic, un disegno viene completato e abbellito. Yu si addentra nel bosco e segue un unicorno attraverso un buco in un albero per finire in un mondo incantato. Lì fa amicizia con Mia, che ha ancora 14 anni nonostante siano trascorsi 15 anni dalla sua scomparsa. Yu vuole riportare Mia nel mondo reale, ma l'unicorno glielo impedisce e rinchiude Creamy in un groviglio di rovi sottraendogli la bacchetta magica. Posi e Nega recuperano la bacchetta e permettono a Creamy di liberarsi. L'unicorno racconta che Mia era malata ed è morta il giorno del suo quattordicesimo compleanno. L'unicorno l'aveva aiutata a disegnare quel mondo fantastico ma se tornasse nel mondo reale morirebbe. Creamy e Mia cercano di scappare ma l'unicorno colpisce Creamy con una luce e Yu viene ritrovata addormentata da Toshio e Midori. Ma non si è trattato di un sogno |                   |                  |
| 18 | Le avventure di Warashi 「ざしきわらしの冒険」 - Zashiki Warashi no bōken – "Le avventure del Warashi Zashiki" | 28 ottobre 1983   | 16 marzo 1985    |
| 18 | C'è un bambino vivace che porta scompiglio negli studi televisivi. È un Warashi, un angelo custode portafortuna che decide di vivere con una famiglia. Infatti ha dei poteri magici e può attraversare le pareti. Warashi insiste per partecipare al video di Duenote, usando i coriandoli della scenografia di Creamy. È poi il momento di Creamy, che canta tra magici effetti di luce. Warashi ricorda i suoi amici con i quali giocava in campagna e vuole tornare da loro. I ragazzi quindi lo accompagnano in stazione. Curiosità: Nella versione originale giapponese Warashi non è un maschio ma una bambina. Si chiama Zahiki-Warashi ed è uno yokai, uno spirito del folklore giapponese. |                   |                  |
| 19 | Un giorno pieno di avventure 「マミの一番長い日」 - Mami no ichiban nagai hi – "Il giorno più lungo di Mami" | 4 novembre 1983   | 19 marzo 1985    |
| 19 | Creamy e Kidokoro sono lontani da Tokyo perché hanno sbagliato il giorno di un impegno, ma Creamy deve tornare in tempo per lanciare il suo prossimo 45 giri. Prima prendono un piccolo aereo, poi un treno che però si ferma per un guasto. Usano quindi il furgone preso in prestito da una band. Escono dall'autostrada, si perdono e Creamy prende un battello che per magia va velocissimo. Infine ridiventa Yu per aggregarsi ad una comitiva di bambini su un treno. Dalla stazione fino agli studi televisivi Creamy va in bicicletta con Toshio. E poi in elicottero su un palco volante fino allo stadio. Appena in tempo per cantare la nuova canzone. |                   |                  |
| 20 | Il dono pericoloso 「危険なおくりもの！」 - Kiken'na okurimono! – "Un dono pericoloso!" | 11 novembre 1983  | 21 marzo 1985    |
| 20 | Creamy riceve molte più lettere di DueNote che, invidiosa, ne apre una e trova un anello in regalo da un ammiratore. Kidokoro lo indossa ma non riesce più a toglierselo. Due tizi cercano Creamy ma scoprono che l'anello non lo ha lei. Vengono da Tongari perché il possessore dell'anello deve essere sacrificato al dio del vulcano, e il sultano voleva sacrificare Creamy. La sacerdotessa del vulcano, che da duemila anni presiede a questo rituale, cerca di riavere l'anello ma si dissolve quando Creamy usa la magia della bacchetta per toglierlo a Kidokoro. |                   |                  |
| 21 | Un party movimentato 「かわいい恋のパーティ」 - Kawaii koi no pāti – "Un party carino e amorevole" | 18 novembre 1983  | 23 marzo 1985    |
| 21 | È quasi il compleanno di Jingle Pentagramma e suo padre vorrebbe che si fidanzasse ufficialmente. Jingle organizza una festa nella quale vorrebbe proporre a Creamy il fidanzamento. Ma la stessa sera Yu ha un appuntamento con Toshio al parco Paese delle Meraviglie perché hanno vinto due biglietti di ingresso. DueNote ha invitato anche Toshio al party. Jingle insiste con Creamy per farla andare alla festa, ma lei continua a rifiutare. Toshio telefona agli studi televisivi per dire a DueNote che non può andare al party e Yu, pensando che sia di nuovo Pentagramma, gli urla che non ha intenzione di uscire con lui quella sera. Ma Creamy ha lasciato i biglietti del parco nell'auto di Jingle, quindi deve andare da lui a riprenderli. Quindi si ritrovano tutti alla festa di Jingle, dove Creamy scrive un biglietto per Toshio da parte di Yu che si lamenta dell'appuntamento mancato. DueNote si impossessa del biglietto e cerca di far credere che Toshio sia il fidanzato di Creamy. Ma interviene Yu per spiegare che quel biglietto era suo. Yu è arrabbiata ma poi fa pace con Toshio e passano la serata al parco. Jingle rifiuta di fidanzarsi con DueNote e si prende il solito ceffone. |                   |                  |
| 22 | Midori e il piffero 「みどりくんとプップクプー」 - Midori-kun to puppukupū – "Midori e PuppuKupuu" | 25 novembre 1983  | 26 marzo 1985    |
| 22 | Midori sta sognando Yu quando nella notte passa un bambino con una trombetta. I due si incontrano il giorno successivo e vanno ad un concerto di Creamy. Midori vuole sentire ancora il suono del piffero per rivivere il sogno, ma ogni volta che viene suonato le apparecchiature elettriche impazziscono così il concerto viene interrotto. In cima ad un palazzo in costruzione il bambino suona ancora e così gli spuntano le ali e vola in cielo. Era un angelo che si era perso e che ha ritrovato la strada di casa. |                   |                  |
| 23 | La stella parasole 「星のパラソル」 - Hoshi no parasoru – "La stella parasole" | 2 dicembre 1983   | 28 marzo 1985    |
| 23 | Joe Serpe lavora per la LP Production e cerca di far passare DueNote alla concorrenza. Dopo un litigio con Jingle Pentagramma, DueNote sembra convinta a lasciare la Partenon Production ma, seguita da Yu e Toshio, dice di riferire a Jingle che lo aspetterà alla stella parasole e scappa senza farsi ritrovare. Jingle pensa a lungo a dove può essersi nascosta e ricorda i primi tempi nei quali si erano conosciuti: DueNote aveva visto la cupola del giardino botanico e l'aveva paragonata ad un parasole. Jingle la incontra lì e le promette che sarà lei la star della Partenon. Alla fine, dato che il piano di Joe Serpe non ha funzionato, il presidente della LP Production dice che il suo piano principale era di prendere Creamy. DueNote lo sente e quindi strappa con ancora più convinzione il contratto che le avevano proposto. |                   |                  |
| 24 | Creamy e l'orso 「クマ熊オーディション」 - Kuma kuma ōdishon – "L'audizione del orso" | 9 dicembre 1983   | 30 marzo 1985    |
| 24 | È in preparazione un film sull'amicizia di una ragazza e un orso. DueNote insiste per partecipare all'audizione per il ruolo di protagonista, anche se non ama particolarmente gli animali. Creamy invece è più interessata a fare amicizia con l'orso. L'orso Marl è stanco e ha nostalgia di Hokkaido, ma la produzione insiste affinché l'addestratrice lo porti sul palco. La prima prova delle aspiranti attrici consiste nello strigliare una mucca, e alcune candidate vengono già escluse tra cui DueNote. La seconda prova è avvicinarsi all'orso, ma Marl sviene. Kaoru, l'addestratrice, scappa con Marl per portarlo fino a Hokkaido, ma vengono fermati in un campo di golf. Il produttore del film vede quanto Kaoru tiene a Marl e decide di affidarle la parte della protagonista e di girare il film a Hokkaido. |                   |                  |
| 25 | Guai grossi al festival della canzone 「波乱！歌謡祭の夜」 - Haran! Kayō-sai no yoru – "Caos! La notte del festival della canzone" | 16 dicembre 1983  | 2 aprile 1985    |
| 25 | Yu dice ai genitori che sarebbe uscita con Toshio, mentre lui si presenta alla creperia senza trovarla. Alla Partenon Production arriva Creamy di corsa e chiede scusa a Toshio, che non ne capisce il motivo. Kidokoro regala due biglietti per il festival della canzone a Toshio. Ma i biglietti sono solo due e Midori vorrebbe andarci con Yu. Toshio è arrabbiato con Yu perché dovevano incontrarsi e lei non si è presentata, così litigano. Toshio dice che Yu non sarà mai carina come Creamy, e Yu vorrebbe trasformarsi davanti a lui per fargli sapere la verità. Creamy non vorrebbe più partecipare al festival della canzone, ma per il bene della Partenon Production interviene DueNote che la convince portandola a firmare autografi per i fan. Creamy non vuole deludere né loro né Toshio e decide di partecipare al festival. Allo spettacolo, Yu cerca Toshio ma non riesce a trovarlo. Lui invece la vede e la segue fino al camerino, vedendola durante la trasformazione in Creamy. A causa di questo, la bacchetta perde i suoi poteri. Creamy deve però scappare perché deve esibirsi sul palco. |                   |                  |
| 26 | Addio poteri magici 「バイバイ・ミラクル」 - Baibai mirakuru – "Bye-bye miracle" | 23 dicembre 1983  | 4 aprile 1985    |
| 26 | Toshio assiste inavvertitamente alla trasformazione di Yu in Creamy: poiché il segreto è stato svelato, la bacchetta si spezza lasciando la ragazzina nei panni di Creamy e priva di poteri. |                   |                  |
| 27 | Alla Stella Piumata 「フェザースターへ！」 - Fezāsutā e! – "A Feather Star!" | 6 gennaio 1984    | 6 aprile 1985    |
| 27 | Durante la notte di Natale Creamy è triste e sola perché non può tornare a essere Yu e raggiungere la famiglia per festeggiare. Fortunatamente Toshio si offre di aiutarla: i due ragazzi vengono magicamente trasportati all'interno dell'Arca della Stella Piumata, dove PinoPino annulla la magia e convince Toshio a farsi cancellare la memoria per preservare il segreto della sua amica. I due tornano sulla Terra insieme a Posi e Nega i quali, all'insaputa di Yu, hanno ricevuto una nuova bacchetta magica perché lei continui a trasformarsi in Creamy. |                   |                  |
| 28 | Il nuovo arrivato 「ふしぎな転校生」 - Fushigina tenkōsei – "Un misterioso nuovo studente" | 13 gennaio 1984   | 9 aprile 1985    |
| 28 | In una giornata ventosa nella classe di Yu arriva Mamoru, un nuovo compagno che viene da un piccolo villaggio. È un tipo strano che subito litiga con i compagni e si allontana dalla classe. Posi e Nega lo vanno a cercare e scoprono che invece è un bambino molto sensibile. Mamoru intuisce che i due gattini lo capiscono quando parla. Grazie a Posi e Nega, Mamoru fa amicizia con Yu. Assaggia le crepes e incontra Toshio e Midori che lo portano al concerto di Creamy che canterà una nuova canzone. Mamoru dice di capire il vento e dice che il giorno successivo nevicherà. Ma non è interessato al concerto e va al parco dove costruisce delle casette per gli uccellini. La mattina dopo nevica e tutti vanno a giocare nella neve. |                   |                  |
| 29 | Panico sulla funivia 「ロープウェイ・パニック」 - Rōpuuei panikku – "Panico sulla funivia" | 20 gennaio 1984   | 11 aprile 1985   |
| 29 | Yu chiama Jingle per sapere quali sono gli impegni di Creamy per il giorno dopo e viene a sapere che reciterà in una puntata dell'agente segreto 0010 con DueNote. Creamy è imbarazzata perché deve indossare una minigonna. Il giorno delle riprese la parte di DueNote si riduce ad una sola battuta mentre il cattivo James rapisce Creamy. Ma l'attore che interpreta 0010 soffre di vertigini e sviene sul tetto della funivia dove sta recitando. Creamy salva i due attori che stanno cadendo dalla funivia mentre Toshio ripara un guasto e riporta la cabina alla partenza. Il regista vorrebbe realizzare un telefilm con Creamy nella parte di un'agente segreto ma lei ha trovato l'esperienza troppo pesante. Creamy ringrazia Toshio per aver salvato la situazione. |                   |                  |
| 30 | Una lettera alla nonna 「前略おばあちゃん」 - Zenryaku obaa-chan – "Cara nonna" | 27 gennaio 1984   | 13 aprile 1985   |
| 30 | Kidokoro scrive alla nonna vantandosi di essere diventato manager generale. La nonna chiama la Partenon Production ma scopre da Pentagramma che il nipote non gli ha detto la verità. Intanto un fan di Creamy la disegna con un diadema e Jingle chiede a Kidokoro di realizzarne uno. Per errore ne arrivano però mille. Creamy lo indossa in TV e poi lo distribuiscono ai fan che vanno a vederla cantare. Tutti i fan quindi chiedono di avere il diadema e bisogna ordinarne altri. Creamy va a parlare con la nonna e la convince a non riportare a casa Kidokoro, ma dovrà diventare veramente manager generale. |                   |                  |
| 31 | Il ballo, che passione 「優のフラッシュダンス」 - Yū no furasshudansu – "La flashdance di Yū" | 3 febbraio 1984   | 16 aprile 1985   |
| 31 | Yu deve fare un tema su cosa vorrà fare da grande e ricorda, con la madre, quelle che erano le sue aspirazioni quando era piccola. Pompiere, poliziotta, infermiera, hostess, il mostro dei film dell'orrore. DueNote frequenta una scuola di danza e coinvolge Creamy perché impari a ballare. Yu chiede ai genitori di portarla alla scuola ma si tratta di danza classica, della quale non sa nulla. Grazie alla magia Creamy è una ballerina bravissima, ma Yu vuole ballare senza aiuti e partecipa alla prova della scuola. Preparandosi in soli tre giorni non supera la selezione. Ma Toshio la consola con una cioccolata complimentandosi per l'impegno che ci ha messo. Nel tema che le era stato assegnato, Yu scrive di aver cambiato idea spesso su cosa volesse fare da grande ma ora ha deciso che vorrà essere una splendida sposa. Con Toshio. |                   |                  |
| 32 | Il dolce di San Valentino 「二人だけのバレンタイン」 - Futari dake no Barentain – "Un San Valentino soltanto per noi due" | 10 febbraio 1984  | 18 aprile 1985   |
| 32 | E' San Valentino e Yu ha preparato un dolce al cioccolato per Toshio. Durante la notte dalla Stella Piumata arrivano degli angioletti che portano amore nei dolci preparati per gli innamorati. Solo Yu li può vedere, ma Posi ha un cattivo presentimento sul dolce al cioccolato. Yu apparecchia con dei dolci a casa di Toshio e lo aspetta per il regalo, ma Toshio trova nella posta un invito di Creamy che lo aspetta al parco e quindi litiga con Yu. Al parco però trova una ragazza che si chiama Creamy Shinoda e Toshio, deluso, non accetta il suo dolcetto e se ne va. Yu cammina fino a una chiesa nella quale con Toshio aveva giocato nella neve e aveva trovato una soffitta segreta. Erano entrati e non riuscivano più ad uscire, così Toshio si era preso la febbre perché aveva lasciato la propria giacca a Yu per scaldarsi. Toshio la trova nella loro soffitta segreta e mangiano insieme il dolce al cioccolato. |                   |                  |
| 33 | Lo starnuto di Nega 「恐怖のハクション！」 - Kyōfu no hakushon! – "Atchoo dell'orrore!" | 17 febbraio 1984  | 20 aprile 1985   |
| 33 | Nega si prende un terribile raffreddore, ma poiché è un essere magico tra gli effetti collaterali c'è che a ogni starnuto il gattino aumenta di dimensioni. |                   |                  |
| 34 | Joe Serpe al contrattacco 「スネークジョーの逆襲」 - Sunēku Jō no gyakushū – "Il contrattacco di Snake Joe" | 24 febbraio 1984  | 23 aprile 1985   |
| 34 | Creamy esce dal camerino e trova Toshio che la sta aspettando. Dovrebbe scappare per tornare a casa, ma accetta di farsi accompagnare da lui e da Midori. Essendo tardi, Creamy arriva fino a casa attraversando le strade deserte e entra appena in tempo per ricevere la telefonata dei suoi genitori che vogliono controllare che sia tornata a casa e che sia tutto a posto. Ma Joe Serpe l'ha vista e l'ha seguita fino alla creperia, perché stava piantonando la zona nella quale Creamy era stata vista la prima volta per carpirne il segreto. Joe Serpe organizza uno scherzo che dovrebbe smascherarla. Durante la registrazione di uno spot, Creamy dovrebbe andare in un'altra stanza e al ritorno trovare la riproduzione della creperia dei suoi genitori al posto dell'ufficio postale. Secondo Joe Serpe, lei dovrebbe gridare "Papà, mamma!" ma ciò non avviene. Un finto rapinatore irrompe sul set e aggredisce Candida. Creamy si lancia verso di lui e grida "Mamma!". Joe Serpe pensa di essere finalmente riuscito a fare il suo scoop , ma Candida si arrabbia molto perché lei ha 28 anni e Creamy 16, l'avrebbe avuta a 12 anni! Per questo motivo nessuno crede alle parole di Joe Serpe e tutti se ne vanno. |                   |                  |
| 35 | Pentagramma, una donna? 「立花さん、女になる！？」 - Tachibana-san, onna ni naru!? – "Tachibana, diventa una donna!?" | 2 marzo 1984      | 25 aprile 1985   |
| 35 | Pentagramma è ossessionato dagli incubi in cui Creamy, che arriva sempre in ritardo, non si presenta in tempo agli spettacoli. Chiede l'aiuto di DueNote affinché la segua per tutta una giornata e scoprire dove abita Creamy. DueNote non vuole, dice a Jingle di farlo lui stesso se è così interessato. Pentagramma prende il suggerimento sul serio, si traveste da donna e per un giorno prende il posto di Kidokoro come manager di Creamy. Posi e Nega se ne accorgono subito grazie ai loro poteri di abitanti della Stella Piumata. Ma Pentagramma è stato truccato così bene da DueNote che attira le attenzioni di tutto il personale della Partenon Production. Il padre di Jingle si invaghisce del figlio travestito perché ha un viso che gli ricorda la moglie. Anche Kidokoro si innamora di Jingle e per dissuaderla dall'accettare l'invito del signor Pentagramma gli dice quanto sono cattivi e antipatici in quella famiglia. Jingle allora si toglie la parrucca e mostra a Kidokoro chi è veramente, dicendogli di trovare una scusa con suo padre per giustificare la sparizione della ragazza. Il piano di affiancare Creamy è completamente fallito. |                   |                  |
| 36 | Il circo delle galassie 1985 「銀河サーカス１９８４」 - Ginga sākasu 1984 – "Il circo della galassia 1984" | 9 marzo 1984      | 27 aprile 1985   |
| 36 | Yu sta giocando con Mamoru in una discarica quando lui si allontana e riappare dentro una sfera luminosa vestito in modo bizzarro. Toshio si accorge che c'è qualcosa che non va, Mamoru non sembra sé stesso e non proietta l'ombra. Mamoru invita i due amici al circo nel quale si esibisce e ipnotizza Yu per farla volteggiare sul trapezio senza rete. Intanto Toshio scopre strani segreti sul circo delle galassie. Mamoru in realtà si chiama Peter, ha 100 anni e vorrebbe portare con sé Yu nel circo per avere un'amica. Peter era un bambino malato che avrebbe voluto entrare nel circo che vedevapassare sotto casa sua. Un giorno gli apparve l'arca della Stella Piumata ed entrò a far parte del circo, invecchiando di un anno ogni venti. Yu prende parte ad alcuni spettacoli ma alla fine interviene Toshio che cerca di salvarla mentre sta per cadere dal trapezio. Fanno appena in tempo ad andarsene quando il circo comincia a scomparire. Peter sparisce con tutto il circo e Mamoru, che si era allontanato per vedere degli uccelli migratori, torna dagli amici senza essersi accorto di nulla. Toshio, nel circo, aveva letto un libro nel quale era scritto che Peter e Yu si incontreranno di nuovo nel 1991, quando Yu avrà 17 anni. |                   |                  |
| 37 | Gli occhi di Marion 「マリアンの瞳」 - Marian no hitomi – "Gli occhi di Marion" | 16 marzo 1984     | 1985             |
| 37 | Creamy viene coinvolta, a sua insaputa e come protagonista, nella produzione di un film horror. |                   |                  |
| 38 | Un club molto esclusivo 「ときめきファンクラブ」 - Tokimeki fankurabu – "Il fan club d'emozioni" | 23 marzo 1984     | 30 aprile 1985   |
| 38 | Alcuni fan che si fanno chiamare "Le guardie del corpo di Creamy" gridano a squarciagola durante i concerti disturbando l'esibizione. Alla fine di un concerto arriva un ragazzo attraente con dei fiori per Creamy, che rimane molto colpita. Si tratta del ricco Sinosuke Yodo che ha intenzione di aprire un club molto esclusivo di fan. Per entrarci bisogna essere molto ricchi e sottostare a rigorosi controlli. Sinosuke corteggia Creamy, che si innamora di lui. Mentre accompagna Creamy in auto a casa, Sinosuke le dichiara il proprio amore e lei, emozionata, dimentica in auto il beauty case con Posi e Nega all'interno. Va quindi da lui a riprendersi la valigetta. Nel frattempo Toshio, geloso, è intenzionato a dire a Sinosuke di lasciare in pace Creamy. Si intrufola quindi nell'ufficio del palazzo del club "alta società". Sinosuke arriva in ufficio e in una telefonata rivela che aveva fatto una scommessa di 100.000 Yen con ciascuno di 10 amici che avrebbe fatto innamorare Creamy. Toshio e Midori irrompono nell'ufficio e Creamy, arrabbiata e alle lacrime, morde Sinosuke alla mano. Il club dei fan quindi viene sciolto. Creamy è molto grata a Toshio e si prepara ad un nuovo concerto. |                   |                  |
| 39 | Ozilla il mostro marino 「ジュラ紀怪獣オジラ！」 - Juraki kaijū Ojira! – "Il mostro giurassico Ojira!" | 30 marzo 1984     | 2 maggio 1985    |
| 39 | La Partenon Production offre una vacanza sull'oceano tutti, compresi la famiglia di Yu, Toshio e Midori. I pescatori non riescono a prendere pesci da alcuni giorni, la gente del posto ricorda l'antica leggenda di Ozilla, un mostro che si ciba dei pesci della baia e poi si ciba degli esseri umani. Altri invece incolpano una piattaforma petrolifera. durante la notte il villaggio viene misteriosamente distrutto e vengono trovate delle tracce che potrebbero essere le impronte del mostro. Il giorno successivo Yu e la sua famiglia visitano la piattaforma e nella nebbia gli appare il mostro. Ha scambiato la trivella per un suo simile. Yu si trasforma e grazie alla magia mostra alla creatura un mondo di dinosauri preistorici. Il mostro si allontana verso l'oceano e sparisce. |                   |                  |
| 40 | Crepes contro frittelle assortite 「くりみヶ丘小麦粉戦争」 - Kurimigaoka komugiko sensō – "La guerra della farina di Kurimigaoka" | 6 aprile 1984     | 4 maggio 1985    |
| 40 | Una amica di Joe Serpe ha un chiosco di frittelle e con lui si stabilisce vicino alla creperia dei genitori di Yu. Si fanno una concorrenza spietata, con Joe Serpe che continua a vendere sottocosto finché non sarà rivelato il segreto di Creamy. Ma lui dice a Kumiko, la proprietaria del chiosco, che vuole lasciare il giornalismo e lavorare con lei a fare frittelle. Joe propone a Creamy di scommettere su una settimana di vendite a prezzo normale; se Joe perde se ne va, ma se lui vince dovrà essere Creamy a rivelare tutto su si sé. Le frittelle vincono per poco, grazie al padre di Kumiko che porta un pullman di clienti composto dai lavoratori della sua azienda. Quando Joe Serpe rivela che lo scoop lo farà tornare ad essere un giornalista, il padre di Kumiko interviene dicendo di non considerare le frittelle che ha ordinato lui perché gli accordi erano che sua figlia e Joe si sarebbero sposati e avrebbero gestito il chiosco insieme. Quindi Creamy è libera dalla scommessa. |                   |                  |
| 41 | Non studiare troppo Yu! 「勉強しすぎに御用心」 - Benkyōshisugi ni oyōjin – "Attenzione a non studiare troppo" | 13 aprile 1984    | 7 maggio 1985    |
| 41 | Yu ricomincia la scuola e ha il nuovo giovane maestro Akagi. Si accorge che il rendimento di Yu è calato e insiste con i suoi genitori perché faccia dei corsi integrativi in una scuola privata. Alla scuola privata però l'insegnante è sempre lui e i compiti sono molto difficili. Con l'aiuto della bacchetta magica, Yu usa una matita che risolve correttamente tutti gli esercizi e prende il massimo dei voti. Si sente però in colpa per aver imbrogliato e si impegna a studiare molto di più. In ogni momento della giornata, anche nei panni di Creamy, è sempre con un libro in mano. Il troppo studio fa ammalare Yu che non riesce a partecipare al nuovo compito in classe, così Filippo decide che Yu non deve impegnarsi così tanto da ammalarsi. Dopo il compito in classe Mamoru va a far visita a Yu, che si sente un po' meglio, e le porta un po' di allegria. |                   |                  |
| 42 | Creamy contro Yu 「ママの思い出ステージ」 - Mama no omoide sutēji – "Il palcoscenico dei ricordi della mamma" | 20 aprile 1984    | 9 maggio 1985    |
| 42 | Candida è appassionata di canto e suggerisce a Yu di partecipare ad una gara. Ma poi scopre che nella giuria ci sarà Creamy, quindi nonostante gli incoraggiamenti degli amici pensa che sarà sufficiente farsi scartare alle selezioni. Il giorno della prova, Yu vede un signore che 14 anni prima aveva presentato un concorso di canto e che aveva incontrato una ragazza molto dotata. Questa signorina Fujino accompagnava un'amica molto emozionata all'audizione ed era salita sul palco ad aiutarla mostrando doti canore notevoli. Il presentatore voleva che lei diventasse una cantante ma la signorina era imbarazzata e si era rifiutata. Yu si dimentica di cantare male alle selezioni e viene ammessa. Dovrà apparire sul palco con Creamy. Yu si finge malata ma viene scoperta, allora Toshio dice che è solo paura di esibirsi in pubblico. Arrabbiata, Yu dice che parteciperà, mettendosi di nuovo nei guai. Non riuscendo ad evitare lo spettacolo in alcun modo, Yu non si presenta e resta sul palcoscenico nella giuria nei panni di Creamy. Dato che Yu è assente, l'organizzatore manda Filippo a cantare al suo posto. Lui è molto stonato e Candida sale sul palco ad aiutarlo. Il presentatore scopre di aver ritrovato la signorina Fujino che cercava da tanti anni e vorrebbe chiederle di sposarlo, ma scopre che Filippo è suo marito e che Yu è la figlia. |                   |                  |
| 43 | Corri Yu, corri! 「走れ優！カメよりも速く」 - Hashire Yū! Kame yori mo hayaku – "Corri Yū! Più veloce di una tartaruga" | 27 aprile 1984    | 11 maggio 1985   |
| 43 | Negli studi televisivi c'è una stanza fantasma, la 909, che appare e scompare. Kidokoro lascia a Creamy un biglietto col numero dello studio 606 nel quale dovrà presentarsi. Yu legge il numero al contrario e trova lo studio fantasma 909. Entra e si ritrova nel 1973 quando Candida, con il pancione, aveva appena comprato la casa con Filippo. Li incontra e gli suggerisce il nome da dare alla bambina che nascerà. Yu viene trasportata di nuovo nello studio 909 dove c'è il controllore del tempo che vede passato, presente e futuro. Yu si avvicina troppo al vetro e finisce nel concerto di Creamy della prossima settimana dove incontra sé stessa. Poi torna nello studio combina un pasticcio, mescolando presente, passato e futuro. Yu si ritrova anche al proprio matrimonio, ma viene portata via dal controllore del tempo appena prima di scoprire chi è lo sposo. Torna nello studio 909 e con l'aiuto della magia riesce a rimettere a posto le lancette del grande orologio e risistemare tutto. Tornata a casa, Yu vede in televisione il controllore del tempo che le dice il suo nome, che nella concitazione degli eventi non era riuscito a dirle. Si chiama Bari Bari. |                   |                  |
| 44 | S.O.S. 「ＳＯＳ！夢嵐からの脱出」 - SOS! Yume arashi kara no dasshutsu – "SOS! Fuga dalla tempesta dei sogni" | 4 maggio 1984     | 14 maggio 1985   |
| 44 | Pentagramma ha preso il brevetto di pilota di elicottero e porta a fare un giro Creamy (entusiasta) e DueNote (impaurita). Durante il volo la stella magica di Creamy si attiva da sola e l'elicottero sparisce dalla realtà. Secondo Posi e Nega sono finiti in una tempesta di sogni. Yu è la prima a risvegliarsi sull'elicottero ma scopre di non essere più Creamy e di non riuscire a trasformarsi. Nel mondo nel quale sono arrivati ci sono delle isole sospese nel cielo e alcune si sgretolano e cadono nel mare. Yu pensa a Toshio e lo vede riflesso nel mare. Gli lancia il suo medaglione in modo da creare un contatto tra loro. In quel momento nel mondo reale un albero sta per essere sradicato e l'isola sulla quale si trova Yu comincia a frantumarsi. Yu torna sull'elicottero che sta precipitando e si trasforma in Creamy, tornando nel mondo reale. Pentagramma si risveglia e riprende appena in tempo il controllo dell'elicottero. Secondo Posi è la distruzione della natura che sta avendo degli effetti sul mondo dei sogni. |                   |                  |
| 45 | Il bambino dai poteri soprannaturali 「悲しみの超能力少年」 - Kanashimi no chōnōryoku shōnen – "Il bambino triste dai poteri soprannaturali" | 11 maggio 1984    | 16 maggio 1985   |
| 45 | Yu cerca un posto dove trasformarsi ed entra in un parco dove trova un bambino con dei poteri soprannaturali. Il bimbo si sente solo perché non ha amici e quindi fa amicizia con Yu. Quando qualcosa si mette tra Makoto e Yu, il bambino usa i suoi poteri per creare dei danni e restare con lei. Posi e Nega mettono in guardia Yu. Quando Yu non può giocare con lui perché è a lezione Makoto crea un terremoto per distruggere la scuola. Yu cerca allora di trovare delle scuse per allontanarlo e perdere la sua amicizia, ma il bambino crede che il motivo sia Creamy e allora crea un terremoto per danneggiare il concerto nel quale si sta esibendo. Quando Makoto sta per uccidere Creamy, lei chiede l'aiuto di PinoPino e i poteri orribili di Makoto vengono assorbiti dalla bacchetta magica. |                   |                  |
| 46 | Il pianista preferito di Creamy 「私のすてきなピアニスト」 - Watashi no sutekina pianisuto – "Il mio pianista preferito" | 18 maggio 1984    | 18 maggio 1985   |
| 46 | Yu ha rubato a Toshio il braccialetto che lui ha comprato per Creamy. Creamy è di nuovo in ritardo per una intervista e sulle scale urta un dipendente della Partenon che fa il trovarobe, facendogli rompere un vaso. La riparazione non dura molto e il vaso si rompe durante la trasmissione rovesciando dell'acqua in testa a DueNote. Creamy è preoccupata per quel ragazzo e lo incontra davanti ad un negozio di pianoforti. È molto gentile sia con lei che con Posi e Nega. Takahiro di sera lavora lavando le finestre di un palazzo e Creamy si offre di aiutarlo per farsi perdonare di avergli fatto rompere il vaso. A Creamy quel ragazzo piace molto e fa in modo di incontrarlo di nuovo. Lui le racconta che suonava il pianoforte ma a causa di un incidente si era fratturato la mano sinistra e ora, anche se guarito, non riesce più a riprendere a suonare. Toshio regala il braccialetto a Creamy e lei, dato che deve esibirsi ma non ha la base musicale, chiede a Takahiro di accompagnarla suonando il piano. Per aiutarlo fa una magia sul braccialetto di Toshio e lo glielo presta perché riesca a suonare. Durante il concerto il braccialetto cade ma Takahiro riesce comunque a suonare. Il braccialetto rotola fino a Toshio che se lo riprende chiedendosi perché Creamy l abbia fatto cadere. All'aeroporto Takahiro sta per tornare alla scuola di musica ma Yu non se la sente di salutarlo. Se lo facesse non se la sentirebbe di mentirgli e gli direbbe che Creamy è il frutto di una magia. Yu scappa via e Takaiko vede Posi e Nega dentro il suo cappuccio. |                   |                  |
| 47 | Il primo bacio di Creamy 「マミのファーストキス」 - Mami no fāsuto kisu – "Il primo bacio di Mami" | 25 maggio 1984    | 21 maggio 1985   |
| 47 | Creamy deve girare un film d'amore nel quale è prevista una lunga scena con un bacio. Partecipano in tanti alle audizioni, ma Toshio arriva secondo dopo Masaki un attore professionista. Alcune fan di Masaki sono indispettite perché il loro idolo dovrà baciare Creamy. Yu pensa che bisognerebbe baciare solo qualcuno che si ama. Anche Toshio è combattuto tra la carriera cinematografica di Creamy e il pensiero che debba baciare Masaki. Yu non riesce a dormire, va dai genitori in cucina e vede che si stanno baciando. Poi corre da Toshio per dirgli che la prima persona che lei bacierà sarà qualcuno che ama. Arriva il giorno delle riprese, con il principe, la principessa e il loro amore contrastato dal drago. Le fan di Masaki sabotano la scena facendo cadere i due protagonisti nella cascata. Con la magia, Creamy anima il drago meccanico che salva Masaki. Toshio si tuffa nel fiume e salva Creamy, scambiando un bacio con lei sott'acqua. Il desiderio di Yu si è così realizzato. |                   |                  |
| 48 | Il primo appuntamento di Yu e Midori 「優とみどりの初デート！」 - Yū to Midori no hatsu dēto! – "Il primo appuntamento di Yū e Midori!" | 1º giugno 1984    | 23 maggio 1985   |
| 48 | Per fare un dispetto a Toshio, che continua a snobbarla e corteggiare Creamy, Yu accetta di uscire con Midori, da sempre innamorato di lei. Il ragazzo è al settimo cielo, si mette in ghingheri e fa di tutto perché Yu passi un bel pomeriggio; tuttavia si accorge che Toshio continua a seguirli di nascosto, mentre Yu è sempre triste e assente. Capendo che i due ragazzi in fondo si vogliono bene, Midori cede il posto a Toshio. |                   |                  |
| 49 | I tesori nascosti dei Pentagramma 「潜入！立花さんちの秘宝」 - Sen'nyū! Tachibana-san chi no hihō – "Intrusione! I tesori nascosti della casa di Tachibana" | 8 giugno 1984     | 25 maggio 1985   |
| 49 | Jingle ha un incubo nel quale sogna di correre in un cimitero sotto la pioggia. Viene svegliato dall'anziana cameriera perché il signor Pentagramma lo sta chiamando da New York. Con delle foto satellitari hanno scoperto qualcosa sepolto sotto il cortile della casa dei Pentagramma. Potrebbe essere un leggendario tesoro nascosto dal fondatore della famiglia. La cameriera invoca i numi tutelari affinché questa avventura sia abbandonata, ogni volta che sono stati fatti degli scavi in giardino ci sono state morti misteriose nella famiglia Pentagramma. Jingle vuole trasformare i lavori in un evento mediatico e quindi invita la televisione e chiede a Creamy di presentare al pubblico i lavori. Gli scavi vengono iniziati e si trova subito un passaggio che porta in stanze sotterranee piene di trappole. Tutti scendono alla ricerca del tesoro, compresi Toshio, Midori e Mamoru. I gruppi si separano e si perdono. Creamy ritorna ad essere Yu per infilarsi nei cunicoli e viene guidata dai poteri di Posi e Nega che sono con Mamoru e Toshio. Alla fine si ritrovano tutti nella stanza del tesoro, che però si rivela essere una cassa di cristalli di Boemia. Gli scavi vengono riempiti e i ragazzi seppelliscono anche una scatola con alcuni oggetti personali. È il loro tesoro e quando saranno grandi andranno a riprenderselo. |                   |                  |
| 50 | Creamy scompare 「マミがいなくなる⋯」 - Mami ga inakunaru… – "Mami scompare…" | 15 giugno 1984    | 28 maggio 1985   |
| 50 | Jingle Pentagramma pianifica un concerto memorabile per Creamy, che dovrà andare per la prima volta all'estero e cantare per tutta la notte; Yu si rende però conto che la data prevista per il concerto è il giorno successivo a quello in cui l'anno accordatole da PinoPino scadrà, e non sa cosa ne sarà dei suoi poteri. Riesce così a convincere il manager ad anticipare di un giorno il concerto, e a tenerlo a Tokyo. Intanto Toshio ritrova una sua vecchia registrazione in cui parla dei sentimenti per Yu dopo aver scoperto che lei è Creamy, ma prima di perdere la memoria: inizia così a nutrire dei sospetti sulla sua amica. |                   |                  |
| 51 | È la fine? 「俊夫！思い出さないで」 - Toshio! Omoidasanaide – "Toshio! Non ricordare" | 22 giugno 1984    | 30 maggio 1985   |
| 51 | Mentre Yu si prepara ad abbandonare per sempre il personaggio di Creamy, Toshio cerca di capire se le due siano la stessa persona, e intanto riflette sul suo rapporto con Yu. |                   |                  |
| 52 | L'ultimo concerto di Creamy 「ファイナル・ステージ」 - Fainaru sutēji – "Final Stage" | 29 giugno 1984    | 1º giugno 1985   |
| 52 | Arriva il giorno dell'ultimo concerto di Creamy, che si svolge sotto una pioggia battente. Allo spettacolo assistono gli amici e i genitori di Yu e tutto l'entourage della Parthenon Productions. Inizia il concerto, reso indimenticabile dalle mille magie di Creamy; ascoltandola, Toshio comprende che la cantante è la sua amica Yu e tenta in ogni modo di attirare la sua attenzione. Poco prima della fine del concerto, l'Arca della Stella Piumata fa la sua comparsa e rapisce Creamy, ma lei chiede e ottiene di cantare un'ultima canzone per congedarsi dal suo pubblico. Creamy saluta e ringrazia tutti prima di scomparire per sempre: Jingle e Duenote, la quale ha messo da parte la sua rivalità con Creamy, si riavvicinano. Yu dice addio a Posi, Nega e PinoPino, il quale le rivela però che se continuerà ad avere sempre tanta fantasia un giorno potrà tornare sull'Arca. Toshio e Yu si ritrovano e lei gli fa promettere di mantenere il segreto su Creamy; i due amici, si riconciliano, e finalmente riavvicinatisi, giocano insieme nella pioggia. |                   |                  |

### OAV
| Nº | Titolo italiano Giapponese 「Kanji」 - Rōmaji - Traduzione letterale | Prima visione           | Prima visione         |
| Nº | Titolo italiano Giapponese 「Kanji」 - Rōmaji - Traduzione letterale | Giapponese (home video) | Italiano (televisiva) |
| 1  | L'incantevole Creamy - Il ritorno di Creamy 「魔法の天使クリィミーマミ 永遠のワンスモア」 - Mahō no tenshi Kurīmī Mami: Eien no wansu moa – "L'angelo della magia Creamy Mami: Ancora una volta per sempre" | 28 ottobre 1984         | 29 dicembre 1985      |
| 1  | Shingo Tachibana rientra da Los Angeles in Giappone con una misteriosa ragazzina di nome Ai Hayakawa per realizzare un grande progetto denominato "C", alla base del quale starebbe il ritorno di Mami sulle scene. Intanto Yu si gode le sue vacanze estive con i suoi amici scovando in una scatola due micini che ribattezza Noraposi (nuovaPosi) e Noranega (nuovoNega); un giorno alla radio viene data la notizia che Mami si troverebbe a Los Angeles per seguire un corso di danza. Toshio e Yu si mobilitano cercando di capire come sia possibile una tale cosa; nonostante i loro sforzi, però, da Kidokoro (ex manager di Mami) a Megumi, nessuno sembra saperne niente. Perfino Jo Serpe (instancabile giornalista alla ricerca del segreto di Mami) sembra non avere notizie certe, se non che Mami sia tornata in Giappone. Tachibana intanto rilascia alla TV un'intervista in cui afferma che Mami sarà protagonista di un film di fantascienza e che terrà un concerto privato. Il mistero s'infittisce e il gruppo di Yu si mette d'accordo per scoprire la verità. Arrivati al fatidico giorno nessuno però si presenta sul palco e il gruppo riuscirà a farsi raccontare la verità proprio dalla stessa Ai. Tutto sembra chiarito ma dalla hall del teatro si sente la base di una famosa canzone di Mami e la stessa cantante compare misteriosamente ancora una volta. Solo dopo la performance si scoprirà essere stata una proiezione olografica fatta da Posi e Nega (ritornati sulla Terra a salutare di nuovo la loro amica) per salvare la situazione all'ultimo minuto.                                                                                           |                         |                       |
| 2  | 「魔法の天使クリィミーマミ ラブリーセレナーデ」 - Mahō no tenshi Kurīmī Mami: Raburī Serenāde – "L'angelo della magia Creamy Mami: Lovely Serenade" | 28 marzo 1985           | inedito               |
| 2  | Yū commenta i videoclip musicali del suo alter ego Creamy Mami, presentando le sette canzoni della serie principale più una nuova. |                         |                       |
| 3  | L'incantevole Creamy - Il lungo addio 「魔法の天使クリィミーマミ ロング・グッドバイ」 - Mahō no tenshi Kurīmī Mami: Rongu Guddobai – "L'angelo della magia Creamy Mami: Long Goodbye" | 15 giugno 1985          | 5 gennaio 1986        |
| 3  | Sono passati 2 anni ormai dall'ultima avventura di Yu e la ragazzina è già quasi una tredicenne. Il film si apre con l'annuncio del fidanzamento ufficiale fra Megumi (Duenote Ayase in Italia) e Tachibana (Jingle Pentagramma). Kidokoro decide di scrivere la sceneggiatura di un secondo film di fantascienza (il primo viene citato alla fine del primo OAV), dal titolo "La storia dei due mondi": si tratta di un film costituito da solo 4 personaggi dove le due protagoniste interpretano un duplice ruolo. Il ruolo principale viene dato a Megumi mentre il secondo non viene assegnato. Iniziano le riprese e anche Yu coi suoi amici partecipa alla preparazione del film; tutto fila liscio fino a che durante una pausa Yu, non sentendosi bene, come in una crisi, si ritrasforma in Mami. Impossibilitata a nascondersi nonostante l'aiuto di Toshio, la ragazza viene scoperta da Shingo che non si lascia sfuggire l'occasione di assegnarle la parte mancante per il film. Al tramontare del sole però Mami riprende le sembianze di Yu facendo intuire a Toshio lo strano gioco di specchi Mami/giorno e Yu/notte. Le riprese iniziano e Yu si barcamena con tale strano fenomeno fino all'ultima scena del film. La notte prima dell'ultimo giorno di riprese, la bambina riuscirà con grande sorpresa, a parlare ai suoi eterni amici Posi e Nega che le spiegheranno il perché del misterioso "inconveniente" che dal giorno dopo non si ripeterà più. Mami scompare così per sempre e il film sarà finito di girare con una controfigura particolare: Toshio! L'OAV si conclude con il matrimonio di Tachibana e Megumi e il famoso primo bacio dei due protagonisti. |                         |                       |
| 4  | 「クリィミーマミ ソングスペシャル２ カーテンコール」 - Kurīmī Mami Songu Supesharu 2 Kātenkōru – "Creamy Mami Song Special 2: Curtain Call" | 1º febbraio 1986        | inedito               |
| 4  | Vengono presentati i videoclip musicali delle quattro nuove canzoni di Creamy Mami e Megumi, intervallati da brevi scene animate. |                         |                       |